# Felix Zietmann
Felix Zietmann (* 21. Oktober 1990 in Wolmirstedt) ist ein deutscher Politiker (AfD). Er ist seit 2021 Abgeordneter im Landtag von Sachsen-Anhalt.

## Leben
Felix Zietmann wurde in Wolmirstedt geboren, dort ist er seitdem wohnhaft. 
Nach dem Schulabschluss absolvierte Zietmann eine Ausbildung zum Industriemechaniker im Kaliwerk Zielitz. Dort war er sechs Jahre Über- und Untertage tätig. Seitdem ist Zietmann als Angestellter tätig.

## Politische Entwicklung
Im Frühjahr 2014 besuchte Zietmann erstmals eine Veranstaltung der Alternative für Deutschland (AfD) in der Landeshauptstadt Magdeburg im Zuge der Europawahl. Kurz danach, Ende Mai 2014 wurde Zietmann Mitglied der AfD.
Im Januar 2016 wurde er zum Kreisvorsitzenden der AfD Börde gewählt. Dieses Amt hatte er bis Ende 2017 inne. Seitdem ist Zietmann der stellvertretende Kreisvorsitzende in seinem Heimatkreis. Zietmann trat bei der Landtagswahl in Sachsen-Anhalt 2016 als Direkt- und Listenkandidat seiner Partei an. Mit 24,9 Prozent der Erststimmen im Landtagswahlkreis Wolmirstedt unterlag er gegen den damaligen Innenminister Holger Stahlknecht. Aufgrund seines hinteren Listenplatzes (29) verfehlte er den Einzug in den Landtag von Sachsen-Anhalt.
Bei der Bürgermeisterwahl in seiner Heimatstadt unterlag er der stellvertretenden Bürgermeisterin Marlies Cassuhn (parteilos). Bei der Kommunalwahl 2019 zog Zietmann mit 923 Stimmen in den Stadtrat von Wolmirstedt und mit 4198 Stimmen im Wahlbereich II des Landkreises in den Kreistag des Landkreises Börde ein. Bei der Stadtratswahl errang er das beste Ergebnis von allen 93 Bewerbern und bei der Kreistagswahl das zweitbeste Ergebnis nach dem CDU-Bundestagsabgeordneten Manfred Behrens unter knapp 400 Bewerbern. Im Stadtrat steht er der 5-köpfigen AfD-Fraktion als Vorsitzender und im Kreistag als stellvertretender Fraktionsvorsitzender vor.
Seit 2019 gehört Zietmann der Gesellschafterversammlung der BördeBus Verkehrsgesellschaft mbH an.
Bei der Landtagswahl in Sachsen-Anhalt am 6. Juni 2021 errang Zietmann durch seinen 14. Platz auf der Landesliste der AfD Sachsen-Anhalt ein Landtagsmandat.

## Privates
Zietmann ist verheiratet und Vater von zwei Kindern. Zudem ist er Mitglied im Volksbund Deutscher Kriegsgräberfürsorge sowie im örtlichen Kinderförderverein.